# Frederick F. Russell
Le général de brigade Frederick Fuller Russell (1870 à Auburn, New York, États-Unis - 29 décembre 1960) est un médecin de l'armée américaine qui a mis au point un vaccin contre la typhoïde en 1909. En 1911, un programme de vaccination contre la typhoïde est mené pour immuniser toute l'armée américaine. En conséquence directe de ses recherches, l'armée américaine est la première armée à faire de la vaccination une prophylaxie obligatoire contre la typhoïde. La mesure de 1911 élimine la typhoïde en tant que cause importante de morbidité et de mortalité chez le personnel militaire américain.

## Biographie
Après avoir obtenu son diplôme de l'Université Cornell en 1891, Russell obtient son doctorat en médecine de l'Université Columbia en 1893 et son doctorat en sciences de l'Université George-Washington en 1917. En 1898, il est nommé premier lieutenant dans le corps médical de l'armée américaine.
C'est à l'époque où il est officier du Corps médical qu'il commence ses recherches sur l'inoculation des soldats contre la typhoïde. En 1908, le chirurgien général O'Reilly envoie Russell en Angleterre pour observer les travaux d'Almroth Wright, professeur au Royal Army Medical College, qui a expérimenté une méthode de prophylaxie avec culture tuée d'organismes typhoïdes pour immuniser contre la maladie. Au retour de Russell, il soumet un rapport sur les recherches de Wright, qu'O'Reilly considère comme "un traité très précieux sur l'épidémiologie de cette maladie". Il mène des essais au Musée médical de l'armée comparant l'efficacité d'un vaccin administré par voie orale et d'un vaccin injecté. Il conditionne le vaccin en petites doses uniques à l'aide de petites ampoules en verre qui, contrairement aux flacons de 1 litre utilisés au Royaume-Uni, garantissent que tous les micro-organismes typhoïdes sont tués.
À la suite du rapport, Russell se voit confier la tâche de mettre en œuvre un programme de vaccination au sein de l'armée américaine. En 1910, il inocule son premier groupe de volontaires et en 1911, la vaccination devient obligatoire. D'une morbidité de 173 cas en 1910, Russell peut réduire le total à neuf cas en 1912 avec un seul décès.
Au cours de sa carrière, il est conservateur du Army Medical Museum de 1907 à 1911, instructeur à l'Army Medical School et professeur de pathologie et de bactériologie à l'Université George-Washington. De plus, il siège à divers comités d'enquête, dont l'un conseille et offre des conseils techniques au major Carl Darnall dans le développement d'un filtre à eau à utiliser sur le terrain et du premier chlorateur d'eau utilisant du chlore gazeux.
Après sa démission de l'armée, Russell revient sur les listes en tant qu'officier de réserve et en novembre 1920, il est nommé brigadier général du Medical Officers Reserve Corps. Après sa carrière militaire, il est directeur du Conseil international de la santé de la Fondation Rockefeller. En tant que directeur, Russell poursuit ses recherches en santé publique en se concentrant sur des maladies telles que la fièvre jaune. En 1935, il reçoit la Médaille du bien-être public de l'Académie nationale des sciences. Il passe les dernières années (1936-1939) de sa carrière dans les sciences médicales et l'administration en tant que professeur d'épidémiologie et de médecine préventive à la Harvard Medical School et à la Harvard School of Public Health. En 1942, il reçoit la médaille Gorgas de l'Association des chirurgiens militaires des États-Unis (AMSUS).